# Josephine Dörfler
Josephine Dörfler est une joueuse allemande de volley-ball née le 9 juillet 1987 à Potsdam. Elle mesure 1,93 m et joue au poste d'attaquante. 

## Clubs
| Club                        | De        | À         |
| --------------------------- | --------- | --------- |
| VC Olympia Berlin           |           | 2003-2004 |
| VfB Suhl                    | 2004-2005 | 2005-2006 |
| NA Hamburg                  | 2006-2007 | 2007-2008 |
| Fighting Kangaroos Chemnitz | 2008-2009 | 2008-2009 |
| 1. VC Wiesbaden             | 2009-2010 | 2011-2012 |
| SC Potsdam                  | 2012-2013 | 2013-2014 |
| University of Alberta       | 2014-2015 | …         |

## Palmarès
- Coupe d'Allemagne
  - Finaliste : 2008.
- Championnat d'Allemagne
  - Finaliste : 2010.